# Nazionale femminile di hockey su prato dell'Egitto
La nazionale di hockey su prato femminile dell'Egitto è la squadra femminile di hockey su prato rappresentativa dell'Egitto ed è posta sotto la giurisdizione dell'Egyptian Hockey Federation.

## Partecipazioni

### Mondiali
- 1972-2006 – non partecipa

### Olimpiadi
- 1980-2008 - non partecipa

### Champions Trophy
- 1987-2009 - non partecipa

### Coppa d'Africa
- 2009 - 4º posto